# Fortuna featuring Satenig
Fortuna featuring Satenig was een Belgisch dance-project van producer, componist  Michel Bellens en dj Eric Bonnast uit 1991-1992. Met hun nummer O Fortuna onder de naam was de plaat in Nederland op vrijdag 17 januari 1992 Veronica Alarmschijf op Radio 3 en werd een gigantische hit in de destijds twee hitlijsten op de nationale publieke popzender. De  formatie scoorde een nummer 1-hit in de  Nationale Top 100. In de Nederlandse Top 40 behaalde de plaat de 2e positie.
In thuisland België bereikte de plaat de 4e positie in de voorloper van de Vlaamse Ultratop 50 en de 5e positie in de Vlaamse Radio 2 Top 30.
Tegelijkertijd met de plaat O Fortuna stond het eveneens Belgische dance project Apotheosis met dezelfde bewerking van de plaat in de Top 10. Beide platen waren een bewerking van de opera Carmina Burana van Carl Orff. Omdat de erfgenamen van Carl Orff géén toestemming hadden gegeven voor de house-bewerkingen van het klassieke stuk, moesten beide platen uit de handel genomen worden en mogen sindsdien wereldwijd niet meer op radio en televisie worden uitgezonden.

## Trivia
Sinds dat de plaat van Fortuna featuring Satenig uit de handel genomen is, is het nummer op zowel vinylsingle als cd-single een gezocht verzamelobject onder verzamelaars.

## Discografie

### Singles
| Single met eventuele hitnotering(en) in de Nederlandse Top 40 | Datum van verschijnen | Datum van binnenkomst | Hoogste positie | Aantal weken | Opmerkingen                                               |
| ------------------------------------------------------------- | --------------------- | --------------------- | --------------- | ------------ | --------------------------------------------------------- |
| O Fortuna                                                     |                       | 25-01-1992            | 2               | 8            | Veronica Alarmschijf Radio 3 / #1 in de Nationale Top 100 |